# 韓智興
韓智興（かん ちこう、生没年不詳）は、飛鳥時代の人物。日本人と唐人との混血児。

## 記録
韓智興の名前は『日本書紀』巻第二十五、巻第二十六に引用された『伊吉博徳書』のみに現れる。
『書紀』の前後の文脈からすると、白雉4年（653年）の吉士長丹を大使とする遣唐使とともに唐へ渡ったようである。白雉5年2月条（654年）に引用された「伊吉博得が言はく」によると、趙元宝（ちょうがんぽう）とともに、
とある。「倭種（やまとのうじ）」とは中国人と日本人との混血児を指す言葉である。
この「今年」をいつと見るのかによって、韓智興がいつ帰国したのかが異なってくる。単純に「白雉5年」のことと見るか、あるいは『伊吉博徳書』の成立年代に鑑みて、天智天皇3年から7年までのいつかと見るかで、説が分かれている。
韓智興の名前が主として現れるのは、斉明天皇5年7月（659年）に引用された『伊吉博徳書』である。それによると、無事唐に到着した遣唐副使、津守吉祥一行はその年の11月1日に冬至の会で、他の国々と比較して最も優れていたが、出火騷ぎがあったりして省みられることはなかった。11月3日には、韓智興に随従している人間（傔人、ともびと）が遣唐使を讒言する事件が起こり、そのため韓智興自身も三千里の流刑という、死刑の次に重い処罰に処せられた。一行も同様の罪に処せられるところであったが、伊吉博徳の奏上により、罪を免れた（しかし、唐の百済遠征のために、監禁された）。この時に智興が許されたがどうかは伝わっていない。
その後、一行が解放され、唐からの帰国の途で、韓智興の傔人、東漢草足嶋（やまとのあやのかやのたりしま）が落雷で死んでいる。このことより、この時の帰国の一行の中に韓智興がいたことは間違いがない。
いずれにしても、遣唐使における地位・身分・役割など、不明な点の多い人物である。